# D-Kanal
Als D-Kanal (englisch: data channel) bezeichnet man beim ISDN den Kanal zur Übertragung von Steuerinformationen (Signalisierung), insbesondere zum Auf- und Abbau der Verbindung. Ein bei ISDN verwendetes Signalisierungsprotokoll ist zum Beispiel DSS1. Die Sicherung der Übertragung der Steuerinformation über den D-Kanal erfolgt mit dem Protokoll LAPD. Der D-Kanal ist nicht wie der B-Kanal für die direkte Kommunikation zwischen zwei Teilnehmern vorgesehen, sondern dient in erster Linie zur Kommunikation mit der Vermittlungsstelle. Er hat eine Datenübertragungsrate von 16 kbit/s bei Basisanschlüssen und von 64 kbit/s bei Primärmultiplexanschlüssen. Zwischen den Vermittlungsstellen findet die Signalisierung auf dem sogenannten Zentralen Zeichengabekanal (64 kbit/s) statt, auf dem das ITU-T Signalisierungssystem Nr. 7 eingesetzt wird.

D-Kanal bei der S_{0}-Schnittstelle des Basisanschlusses

Beim Point-to-Multipoint-Betrieb (wie zum Beispiel beim S0-Bus eines Basisanschlusses in der Betriebsart Mehrgeräteanschluss) wird als Zugriffsverfahren für den D-Kanal eine CSMA/CA-Variante benutzt.
Über den D-Kanal besteht eine ständige Verbindung zur Vermittlungsstelle, die leistungsfähiger ist, als es zum reinen Austausch der Steuerungsinformationen notwendig ist. Die übrige Kapazität konnte zum Beispiel für Datex-P-Verbindungen (bis 9600 bit/s) genutzt werden. Auch konnte man sich bei der Deutschen Telekom früher über diesen Kanal informieren lassen, wenn E-Mail auf einem T-Online-Konto einging (was später aus wettbewerbsrechtlichen Gründen nicht mehr möglich war).
Beim Verbindungsaufbau können über den D-Kanal außer der Rufnummer auch weitere Informationen wie eine Subadresse oder – im begrenzten Maß – Zeichenfolgen gesendet werden, die an den Angerufenen weitergegeben werden. Dadurch ist es möglich, durch wiederholte Wählversuche komplexe Informationen bis hin zu Dateien zu übertragen, ohne eine (kostenpflichtige) Verbindung aufzubauen. So gab es beispielsweise ein Linux-Projekt, das genau diese Funktion nutzte und zu einer zwar sehr langsamen, aber kostenlosen Datenübertragung benutzt werden konnte. Das Programm Linefire nutzt die beschriebene Methode, um Textnachrichten zu übertragen. Da dies die Telefonnetze stark belastet, wurden die dazu notwendigen Funktionen aber bei vielen Telefongesellschaften abgeschaltet.
Die auf dem D-Kanal übermittelten Signalisierungsinformationen können mit einem ISDN-Monitor mitgelesen und protokolliert werden.
In einem GSM-Netz entsprechen die Control Channel (CCH) dem D-Kanal.